# Tercera Federación - Grupo IV 2024-25
La temporada 2024-25 del Grupo IV de la Tercera Federación de fútbol comenzó el 8 de septiembre de 2024 y finalizó el 11 de mayo de 2025. Posteriormente se disputó la promoción de ascenso entre el 18 de mayo y el 8 de junio en su fase territorial, y para finalizar en su fase nacional entre el 15 y 22 de junio. Se trata de la cuarta edición tras la restructuración de las categorías no profesionales por parte de la RFEF a causa de la pandemia global causada por el Coronavirus; y es la quinta categoría a nivel nacional.

## Sistema de competición
Participan dieciocho clubes encuadrados en un único grupo. Se enfrentan todos contra todos en dos ocasiones -una en campo propio y otra en campo contrario- durante un total de 34 jornadas. El orden de los encuentros se decide por sorteo antes de empezar la competición. La Federación de Fútbol del País Vasco es la responsable de designar las fechas de los partidos y los árbitros de cada encuentro, reservando al equipo local la potestad de fijar el horario exacto de cada encuentro.
Una vez finalizada la competición, el primer clasificado asciende directamente a Segunda Federación y se proclama campeón de Tercera Federación.
Los clasificados entre el segundo y el quinto lugar disputan un Play Off territorial en formato de eliminatorias a doble partido ida y vuelta. En caso de empate el vencedor de la eliminatoria es el equipo mejor clasificado. El equipo vencedor de este Play Off se clasifica a la Promoción de ascenso a Segunda Federación que tiene carácter de final interterritorial.
Los tres últimos clasificados descienden directamente a Divisiones Regionales. Puede haber más descensos por arrastre provocados por descensos de superior categoría.

## Ascensos y descensos
| Pos. | Ascendidos a 2.ª Federación |
| ---- | --------------------------- |
| 1º   | S. D. Eibar "B"             |

| Pos. | Descendidos de 2.ª Federación |
| ---- | ----------------------------- |
|      | Ninguno                       |

| Pos. | Ascendido de División de Honor de Vizcaya |
| ---- | ----------------------------------------- |
| 1º   | C. D. Santurtzi                           |

| Pos. | Ascendido de División de Honor Regional de Guipúzcoa |
| ---- | ---------------------------------------------------- |
| 1º   | S. D. Eibar "C"                                      |
| 2º   | U. D. Aretxabaleta                                   |

| Pos. | Ascendido de Regional Preferente de Álava |
| ---- | ----------------------------------------- |
| 1º   | A. D. San Viator                          |

| Pos. | Descendidos a Divisiones Regionales |
| ---- | ----------------------------------- |
| 16.º | C. D. Anaitasuna                    |
| 17.º | Aurrera K. E.                       |
| 18.º | Añorga K. K. E.                     |

## Equipos

### Listado de equipos
| Equipo               | Localidad       | Estadio           | Capacidad |
| -------------------- | --------------- | ----------------- | --------- |
| Deportivo Alavés "C" | Vitoria         | Ibaia             | 1300      |
| U. D. Aretxabaleta   | Arechavaleta    | Ibarra            | 500       |
| C. D. Basconia       | Basauri         | Artunduaga        | 8500      |
| S. D. Beasáin        | Beasáin         | Loinaz            | 1500      |
| C. D. Derio          | Derio           | Ibaiondo          | 500       |
| S. D. Deusto         | Deusto, Bilbao  | Etxezuri          | 1000      |
| S. C. D. Durango     | Durango         | Tabira            | 3000      |
| S. D. Eibar "C"      | Éibar           | Unbe              | 500       |
| C. D. Lagun Onak     | Azpeitia        | Garmendipe        | 2500      |
| S. D. Leioa          | Lejona          | Sarriena          | 3741      |
| C. D. Padura         | Arrigorriaga    | Santo Cristo      | 1500      |
| Pasaia KE            | Pasajes         | Jesús Mari Zamora | 2000      |
| Club Portugalete     | Portugalete     | La Florida        | 5000      |
| C. D. San Ignacio    | Adurza, Vitoria | Adurtzabal        | 400       |
| C. D. Santurtzi      | Santurce        | San Jorge         | 2000      |
| A. D. San Viator     | Vitoria         | San Viator        |           |
| Touring K. E.        | Rentería        | Fandería          | 1500      |
| Urdúliz FT           | Urdúliz         | Iparralde         | 300       |

| Alavés "C" Aretxabaleta Basconia Beasáin C. Durango Derio Deusto Eibar "C" Lagun Onak Leioa Padura Pasaia Portugalete San Ignacio Santurtzi San Viator Touring Urdúliz |

### Equipos por provincia
| N.º | Provincia | Equipos |
| --- | --------- | --- |
| 9   | Vizcaya   | C. D. Basconia, C. D. Derio, S. D. Deusto, S. C. D. Durango, S. D. Leioa, C. D. Padura, Club Portugalete, C. D. Santurtzi y Urdúliz FT. |
| 6   | Guipúzcoa | U. D. Aretxabaleta, S. D. Beasáin, S. D. Eibar "C", C. D. Lagún Onak, Pasaia K. E. y Touring K. E.                                      |
| 3   | Álava     | Deportivo Alavés "C", C. D. San Ignacio y A. D. San Viator.                                                                             |

## Clasificación
| Pos. | Equipo                | Pts. | PJ | G  | E  | P  | GF | GC | Dif. |                                                                          |
| ---- | --------------------- | ---- | -- | -- | -- | -- | -- | -- | ---- | ------------------------------------------------------------------------ |
| 1    | C. D. Basconia (A, C) | 76   | 34 | 23 | 7  | 4  | 89 | 32 | +57  | Ascenso a Segunda Federación                                             |
| 2    | Club Portugalete      | 70   | 34 | 19 | 13 | 2  | 66 | 29 | +37  | Acceso a Promoción de Ascenso a Segunda Federación y Copa del Rey        |
| 3    | S. D. Leioa           | 66   | 34 | 20 | 6  | 8  | 55 | 34 | +21  | Acceso a Promoción de Ascenso a Segunda Federación                       |
| 4    | S. D. Beasáin (A)     | 64   | 34 | 19 | 7  | 8  | 53 | 34 | +19  | Acceso a Promoción a Segunda Federación con Ascenso a Segunda Federación |
| 5    | S. D. Deusto          | 54   | 34 | 15 | 9  | 10 | 43 | 35 | +8   | Acceso a Promoción de Ascenso a Segunda Federación                       |
| 6    | Deportivo Alavés "C"  | 48   | 34 | 14 | 6  | 14 | 41 | 41 | 0    |                                                                          |
| 7    | Touring K. E.         | 48   | 34 | 13 | 9  | 12 | 39 | 45 | −6   |                                                                          |
| 8    | C. D. Derio           | 47   | 34 | 12 | 11 | 11 | 39 | 39 | 0    |                                                                          |
| 9    | S. D. Eibar "C"       | 46   | 34 | 12 | 10 | 12 | 46 | 51 | −5   |                                                                          |
| 10   | U. D. Aretxabaleta    | 44   | 34 | 12 | 8  | 14 | 40 | 45 | −5   |                                                                          |
| 11   | C. D. Lagun Onak      | 42   | 34 | 11 | 9  | 14 | 44 | 49 | −5   |                                                                          |
| 12   | C. D. San Ignacio     | 42   | 34 | 11 | 9  | 14 | 32 | 41 | −9   |                                                                          |
| 13   | S. C. D. Durango      | 40   | 34 | 9  | 13 | 12 | 43 | 37 | +6   |                                                                          |
| 14   | Pasaia K. E.          | 39   | 34 | 10 | 9  | 15 | 45 | 60 | −15  |                                                                          |
| 15   | C. D. Santurtzi       | 38   | 34 | 8  | 14 | 12 | 46 | 43 | +3   |                                                                          |
| 16   | Urduliz F. T. (D)     | 36   | 34 | 9  | 9  | 16 | 37 | 56 | −19  | Descenso a Divisiones Regionales                                         |
| 17   | C. D. Padura (D)      | 29   | 34 | 7  | 8  | 19 | 31 | 48 | −17  | Descenso a Divisiones Regionales                                         |
| 18   | A. D. San Viator (D)  | 8    | 34 | 1  | 5  | 28 | 21 | 91 | −70  | Descenso a Divisiones Regionales                                         |

Actualizado a los partidos jugados el 11 de mayo de 2025.
 Fuente: BeSoccer

## Resultados
| Local \ Visitante    | ALA | ARE | BAS | BEA | CDU | DER | DEU | EIB | LAG | LEI | PAD | PAS | POR | SNI | SNT | SNV | TOU | URD |
| -------------------- | --- | --- | --- | --- | --- | --- | --- | --- | --- | --- | --- | --- | --- | --- | --- | --- | --- | --- |
| Deportivo Alavés "C" | —   | 1–1 | 1–2 | 3–2 | 1–0 | 1–1 | 1–1 | 5–1 | 1–0 | 1–1 | 1–0 | 4–1 | 0–1 | 2–0 | 3–1 | 3–1 | 2–2 | 3–1 |
| U. D. Aretxabaleta   | 0–2 | —   | 1–4 | 2–1 | 1–2 | 0–1 | 2–0 | 0–1 | 1–1 | 2–1 | 3–1 | 2–1 | 0–2 | 1–0 | 1–1 | 2–1 | 3–2 | 1–1 |
| C. D. Basconia       | 3–0 | 3–2 | —   | 2–3 | 2–1 | 2–0 | 2–0 | 4–3 | 5–1 | 3–0 | 2–2 | 3–0 | 1–1 | 3–0 | 1–1 | 7–0 | 2–2 | 8–0 |
| S. D. Beasáin        | 1–0 | 1–0 | 0–4 | —   | 1–1 | 2–0 | 0–0 | 3–3 | 1–0 | 0–1 | 1–0 | 4–0 | 2–0 | 1–0 | 3–0 | 3–1 | 2–0 | 4–1 |
| S. C. D. Durango     | 0–1 | 3–1 | 1–1 | 2–0 | —   | 1–1 | 1–2 | 1–2 | 1–2 | 0–1 | 2–0 | 0–0 | 0–1 | 3–1 | 2–2 | 6–0 | 0–1 | 1–0 |
| C. D. Derio          | 2–0 | 2–0 | 1–2 | 1–4 | 2–2 | —   | 2–3 | 0–2 | 2–0 | 0–1 | 2–1 | 3–1 | 1–1 | 1–0 | 0–0 | 1–1 | 0–2 | 2–0 |
| S. D. Deusto         | 3–0 | 1–0 | 1–0 | 0–0 | 0–0 | 1–2 | —   | 3–0 | 2–4 | 2–0 | 4–0 | 1–1 | 0–2 | 1–1 | 2–1 | 2–1 | 2–1 | 2–0 |
| S. D. Eibar "C"      | 3–0 | 0–0 | 0–3 | 0–2 | 0–0 | 0–0 | 1–0 | —   | 4–1 | 2–5 | 1–2 | 2–2 | 1–1 | 1–0 | 2–1 | 4–1 | 0–0 | 2–1 |
| C. D. Lagun Onak     | 1–2 | 0–2 | 0–1 | 1–1 | 1–1 | 1–1 | 2–0 | 1–0 | —   | 0–0 | 1–0 | 1–2 | 3–3 | 1–2 | 1–4 | 2–0 | 1–2 | 2–1 |
| S. D. Leioa          | 1–0 | 2–1 | 1–0 | 1–1 | 1–3 | 2–1 | 1–0 | 3–0 | 2–0 | —   | 1–0 | 5–2 | 2–3 | 3–0 | 1–1 | 3–1 | 3–2 | 2–0 |
| C. D. Padura         | 2–1 | 1–3 | 1–2 | 0–1 | 1–1 | 1–2 | 1–1 | 2–2 | 0–0 | 1–2 | —   | 1–0 | 1–1 | 0–1 | 1–1 | 3–0 | 1–1 | 0–1 |
| Pasaia K. E.         | 1–0 | 1–3 | 1–0 | 4–1 | 3–2 | 2–2 | 1–2 | 1–1 | 3–3 | 1–1 | 3–2 | —   | 0–3 | 0–0 | 2–3 | 4–2 | 1–2 | 0–2 |
| Club Portugalete     | 1–1 | 2–1 | 3–3 | 2–1 | 2–0 | 1–0 | 1–1 | 2–1 | 1–1 | 0–0 | 3–1 | 0–1 | —   | 1–1 | 2–2 | 4–0 | 3–0 | 6–1 |
| C. D. San Ignacio    | 2–0 | 4–1 | 0–3 | 0–1 | 0–0 | 3–3 | 2–0 | 2–1 | 0–5 | 3–1 | 2–0 | 0–1 | 0–3 | —   | 2–0 | 2–1 | 1–1 | 0–0 |
| C. D. Santurtzi      | 2–0 | 0–0 | 2–2 | 1–3 | 1–1 | 0–1 | 1–1 | 3–0 | 2–3 | 1–0 | 0–1 | 2–2 | 0–2 | 0–0 | —   | 5–0 | 0–1 | 2–0 |
| A. D. San Viator     | 1–0 | 0–0 | 1–2 | 2–3 | 0–1 | 0–0 | 1–3 | 1–2 | 1–2 | 0–2 | 0–1 | 0–2 | 1–5 | 0–3 | 0–4 | —   | 2–3 | 0–0 |
| Touring K. E.        | 0–1 | 0–0 | 2–4 | 2–0 | 3–2 | 0–1 | 2–0 | 0–3 | 1–0 | 0–4 | 0–2 | 2–1 | 0–1 | 0–0 | 2–1 | 1–1 | —   | 1–0 |
| Urduliz F. T.        | 2–0 | 2–3 | 0–3 | 0–0 | 2–2 | 2–1 | 1–2 | 1–1 | 0–2 | 3–1 | 2–1 | 1–0 | 2–2 | 2–0 | 1–1 | 6–0 | 1–1 | —   |

## Play Off de Ascenso a Segunda Federación
Quien gane en este cuadro, accederá a la 3a Ronda de la promoción de ascenso
|  | Semifinales                                             | Semifinales                                             | Semifinales                                             | Semifinales                                             | Semifinales                                             |   |     | Final                                                | Final                                                | Final                                                | Final                                                | Final                                                |  |
|  | 17-18 de mayo de 2025 (ida) 24 de mayo de 2025 (vuelta) | 17-18 de mayo de 2025 (ida) 24 de mayo de 2025 (vuelta) | 17-18 de mayo de 2025 (ida) 24 de mayo de 2025 (vuelta) | 17-18 de mayo de 2025 (ida) 24 de mayo de 2025 (vuelta) | 17-18 de mayo de 2025 (ida) 24 de mayo de 2025 (vuelta) |   |     | 31 de mayo de 2025 (ida) 8 de junio de 2025 (vuelta) | 31 de mayo de 2025 (ida) 8 de junio de 2025 (vuelta) | 31 de mayo de 2025 (ida) 8 de junio de 2025 (vuelta) | 31 de mayo de 2025 (ida) 8 de junio de 2025 (vuelta) | 31 de mayo de 2025 (ida) 8 de junio de 2025 (vuelta) |  |
|  |                                                         |                                                         |                                                         |                                                         |                                                         |   |     |                                                      |                                                      |                                                      |                                                      |                                                      |  |
|  |                                                         |                                                         |                                                         |                                                         |                                                         |   |     |                                                      |                                                      |                                                      |                                                      |                                                      |  |
|  | 4º                                                      | SD Beasain                                              | 1                                                       | 3                                                       | 4                                                       |   |     |                                                      |                                                      |                                                      |                                                      |                                                      |  |
|  | 4º                                                      | SD Beasain                                              | 1                                                       | 3                                                       | 4                                                       |   |     |                                                      |                                                      |                                                      |                                                      |                                                      |  |
|  | 3º                                                      | SD Leioa                                                | 0                                                       | 1                                                       | 1                                                       |   |     |                                                      |                                                      |                                                      |                                                      |                                                      |  |
|  | 3º                                                      | SD Leioa                                                | 0                                                       | 1                                                       | 1                                                       |   | 4.º | SD Beasáin                                           | 1                                                    | 1                                                    | 2                                                    |                                                      |  |
|  |                                                         |                                                         |                                                         |                                                         |                                                         |   | 4.º | SD Beasáin                                           | 1                                                    | 1                                                    | 2                                                    |                                                      |  |
|  |                                                         |                                                         | 2.º                                                     | Club Portugalete                                        | 1                                                       | 0 | 1   |                                                      |                                                      |                                                      |                                                      |                                                      |  |
|  | 5º                                                      | SD Deusto                                               | 2.º                                                     | Club Portugalete                                        | 1                                                       | 0 | 1   | 1                                                    | 0                                                    | 1                                                    |                                                      |                                                      |  |
|  | 5º                                                      | SD Deusto                                               |                                                         |                                                         |                                                         |   |     | 1                                                    | 0                                                    | 1                                                    |                                                      |                                                      |  |
|  | 2º                                                      | Club Portugalete                                        | 1                                                       | 1                                                       | 2                                                       |   |     |                                                      |                                                      |                                                      |                                                      |                                                      |  |
|  | 2º                                                      | Club Portugalete                                        | 1                                                       | 1                                                       | 2                                                       |   |     |                                                      |                                                      |                                                      |                                                      |                                                      |  |
|  |                                                         |                                                         |                                                         |                                                         |                                                         |   |     |                                                      |                                                      |                                                      |                                                      |                                                      |  |